# Rzęczkowo (gmina)
Rzęczkowo (od 1973 Zławieś Wielka) – dawna gmina wiejska istniejąca w latach 1934–1954 w woj. pomorskim/bydgoskim (dzisiejsze woj. kujawsko-pomorskie). Siedzibą władz gminy było Rzęczkowo.
Gmina zbiorowa Rzęczkowo została utworzona 1 sierpnia 1934 roku w powiecie toruńskim w woj. pomorskim z dotychczasowych jednostkowych gmin wiejskich: Czarnowo, Mała Zławieś, Rzęczkowo, Siemoń, Skłudzewo, Stanisławka, Toprzysko i Zławieś (oraz z obszarów dworskich położonych na tych terenach, lecz nie wchodzących w skład gmin).
Podczas II wojny światowej hitlerowcy z gminy Rzęczkowo wydzielili 24 października 1940 nową gminę Toporzysko, składającą się ze wsi Amthal (Toporzysko), Groß Bösendorf (Zławieś Wielka), Hohenhausen (Stanisławka), Klein Bösendorf (Zławieś Mała) i Scharnau (Czarnowo).
Po wojnie gmina zachowała przynależność administracyjną. 1 stycznia 1949 zlikwidowano gminę Toporzysko, powracając tym samym do granic gminy Rzęczkowo sprzed 1 września 1939. 6 lipca 1950 roku zmieniono nazwę woj. pomorskiego na „bydgoskie”. Według stanu z dnia 1 lipca 1952 roku gmina składała się z 10 gromad: Cichoradz, Czarnowo, Łążyn, Mała Zławieś, Otowice, Rzęczkowo, Siemoń, Skłudzewo, Toprzysko i Wielka Zławieś. Gmina została zniesiona 29 września 1954 roku wraz z reformą wprowadzającą gromady w miejsce gmin. Jednostki nie przywrócono 1 stycznia 1973 roku po reaktywowaniu gmin, utworzono natomiast gminę Zławieś Wielka z obszarów dawnych gmin Rzęczkowo i Smolno.